# Пайк (округ, Арканзас)
Пайк (англ. Pike County) — округ в США, штате Арканзас. Официально образован 1 ноября 1833 года. По состоянию на 2010 год, численность населения составляла 11 291 человек. Получил своё название в честь американского бригадного генерала и исследователя Зебулона Пайка.

## География
По данным Бюро переписи США, общая площадь округа равняется 1 590 км², из которых 1 557 км² суша и 36 км² или 2,2 % это водоемы.

### Соседние округа
- Монтгомери (Арканзас) — север
- Кларк (округ, Арканзас) — восток
- Невада (Арканзас) — юго-восток
- Хемпстед (Арканзас) — юг
- Хауард (Арканзас) — запад

## Демография
По данным переписи населения 2000 года в округе проживает 11 303 жителей в составе 4 504 домашних хозяйств и 3 265 семей. Плотность населения составляет 7 человек на км². На территории округа насчитывается 5 536 жилых строений, при плотности застройки около 4-х строений на км². Расовый состав населения: белые — 92,04 %, афроамериканцы — 3,47 %, коренные американцы (индейцы) — 0,65 %, азиаты — 0,16 %, гавайцы — 0,02 %, представители других рас — 2,60 %, представители двух или более рас — 1,07 %. Испаноязычные составляли 3,57 % населения независимо от расы .
В составе 32,10 % из общего числа домашних хозяйств проживают дети в возрасте до 18 лет, 60,90 % домашних хозяйств представляют собой супружеские пары проживающие вместе, 8,30 % домашних хозяйств представляют собой одиноких женщин без супруга, 27,50 % домашних хозяйств не имеют отношения к семьям, 25,20 % домашних хозяйств состоят из одного человека, 13,40 % домашних хозяйств состоят из престарелых (65 лет и старше), проживающих в одиночестве. Средний размер домашнего хозяйства составляет 2,47 человека, и средний размер семьи 2,94 человека.
Возрастной состав округа: 24,90 % моложе 18 лет, 7,30 % от 18 до 24, 26,40 % от 25 до 44, 24,50 % от 45 до 64 и 17,00 % от 65 и старше. Средний возраст жителя округа 39 лет. На каждые 100 женщин приходится 97,20 мужчин. На каждые 100 женщин старше 18 лет приходится 93,40 мужчин.
Средний доход на домохозяйство в округе составлял 27 695 USD, на семью — 32 883 USD. Среднестатистический заработок мужчины был 27 294 USD против 17 266 USD для женщины. Доход на душу населения был 15 385 USD. Около 12,80 % семей и 16,80 % общего населения находились ниже черты бедности, в том числе — 20,80 % молодежи (тех кому ещё не исполнилось 18 лет) и 20,20 % тех кому было уже больше 65 лет.